# Tríade capitolina

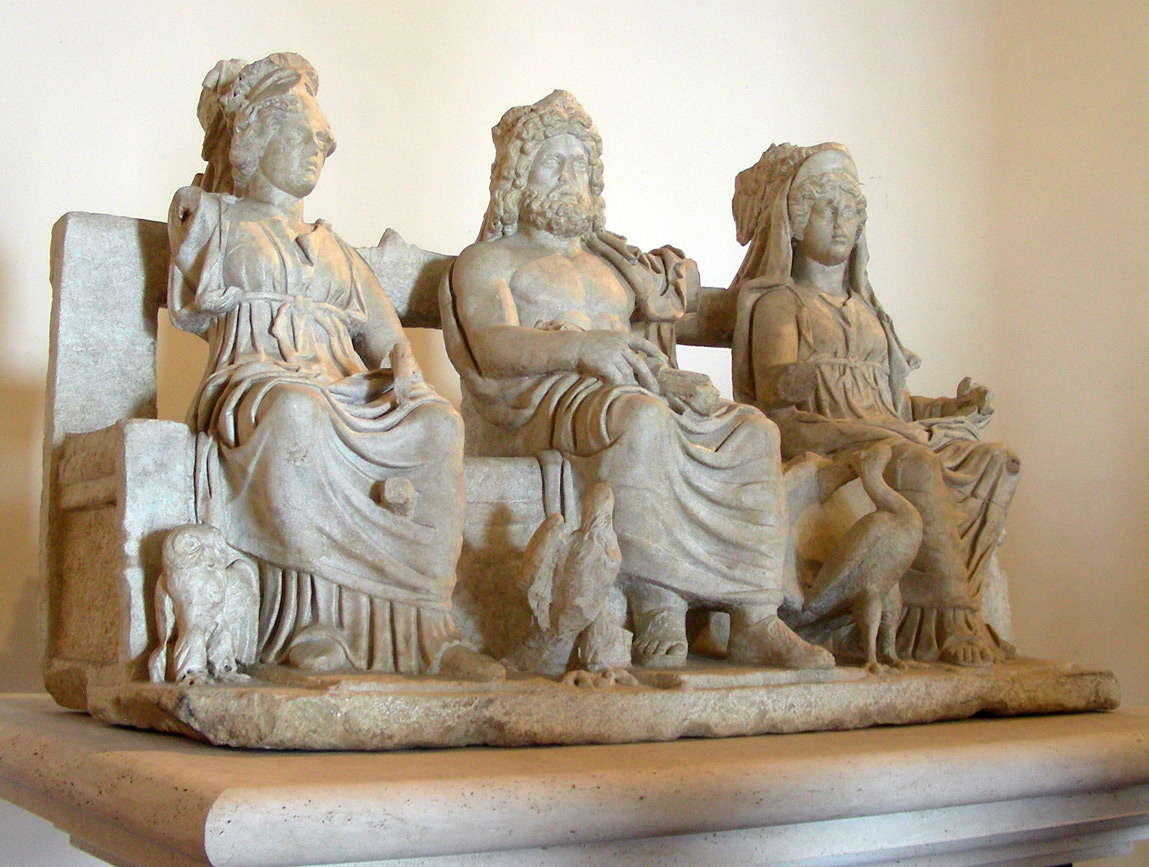
Tríade Capitolina Clássica (160-180 d.C.) - Museu Palestino Arqueológico

Tríade capitolina, na antiga religião romana, refere-se a adoração de três divindades supremas no Capitólio. 
As fontes trazem referências a duas tríades capitolinas distintas e originárias de antigas tradições anteriores à República Romana, a tríade arcaica, constituída por Júpiter, Marte e Quirino, e uma tríade clássica constituída por Júpiter, Juno e Minerva com base na mitologia etrusca.